# Timotinho
Timotinho é um bairro do município brasileiro de Timóteo, no interior do estado de Minas Gerais. Localiza-se no distrito-sede, estando situado na Regional Sudoeste. Segundo o censo demográfico de 2022, realizado pelo Instituto Brasileiro de Geografia e Estatística (IBGE), sua população era de 1 201 habitantes e havia 451 domicílios particulares permanentes ocupados.
De acordo com o IBGE, em 2010 a população era de 1 219 habitantes e havia 399 domicílios particulares.
O principal acesso ao bairro se dá pela Avenida Ana Moura. No Timotinho está localizado o Centro de Saúde Raimundo Alves de Carvalho, que fornece atendimento e serviços básicos de saúde aos bairros da região, atendendo a uma demanda de cerca de 5 mil moradores.